# Cinara wahhaca
Cinara wahhaca är en insektsart som beskrevs av Hottes 1951. Cinara wahhaca ingår i släktet Cinara och familjen långrörsbladlöss. Inga underarter finns listade i Catalogue of Life.